# Toyohi Okada
Toyohi Okada, född 1910, död 2000, var en japansk entomolog som var specialiserad på tvåvingar.
Auktorsnamnet Okada kan användas för Toyohi Okada i samband med ett vetenskapligt namn inom zoologin; se Wikipedia-artiklar som länkar till auktorsnamnet.